# Puntatore laser

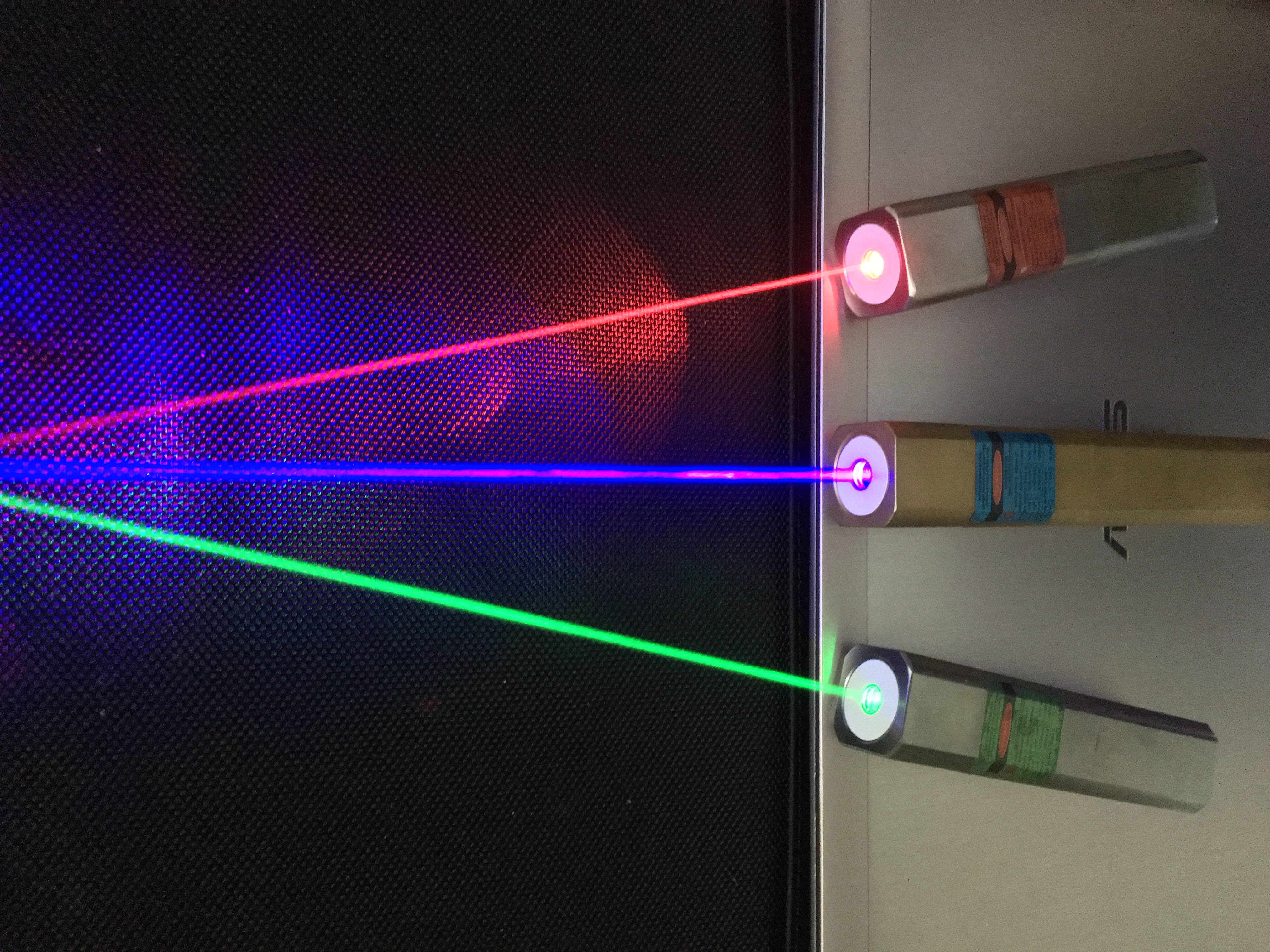
Tre puntatori laser: rosso (635 nm), verde (532 nm) e blu (445 nm)

Un puntatore laser è un dispositivo portatile con sorgente di energia (solitamente una batteria) e diodo laser integrati. Quest'ultimo emette un fascio laser a bassa potenza e coerenza molto limitata, utilizzato per evidenziare qualcosa di interesse illuminandolo con un piccolo punto luminoso e colorato.

## Colori e lunghezze d'onda

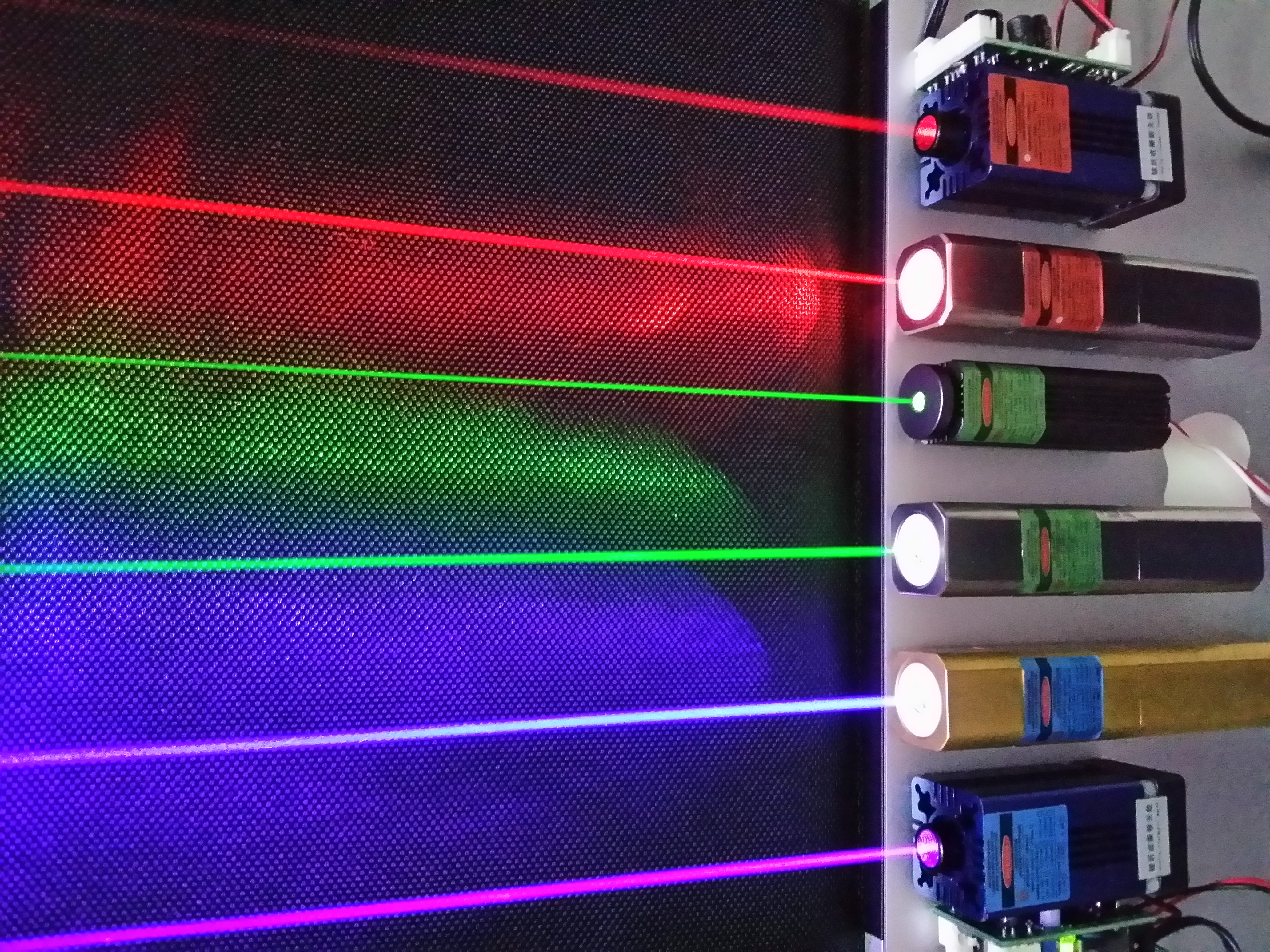
Puntatori laser

I primi puntatori laser erano ad elio-neon (HeNe) e generavano una radiazione laser a 633 nm. Erano usualmente progettati per produrre un fascio laser di potenza inferiore ad 1 mW. I puntatori meno costosi utilizzavano un diodo laser rosso con lunghezza d'onda di circa 650 nm. Quelli leggermente più costosi utilizzavano un diodo 635 nm di tipo rosso-arancione, più facilmente visibile all'occhio umano.
L'alternativa più comune è il diodo verde a 532 nm. Successivamente divennero disponibili quelli di color giallo-arancione, a 593.5 nm. Nel 2005 entrarono in commercio i laser blu a 473 nm e, nel 2010, i laser a 405 nm utilizzati nella tecnologia Blu-ray, di fatto viola.
La brillantezza apparente di un punto proveniente da un fascio di laser dipende dalla potenza ottica dello stesso, dalla riflettività della superficie e dalla risposta cromatica dell'occhio umano. Utilizzando una stessa potenza ottica, una luce laser verde sembrerà più luminosa di quelle in altri colori, dato che l'occhio umano è particolarmente sensibile ai bassi livelli di luminosità nella regione verde dello spettro dei colori (lunghezza d'onda 520–570 nm). La sensibilità diminuisce spostandosi sui colori più rossi o blu.
La potenza ottica di un puntatore laser è misurata in Watt o, per i più comuni laser di piccola potenza, in milliwatt (mW). Negli Stati Uniti d'America, i laser sono classificati dall'American National Standards Institute e dalla Food and Drug Administration (FDA). I puntatori laser visibili (400–700 nm) che operano ad una potenza minore di 1 mW sono di classe 2 (II), mentre quelli operanti ad una potenza di 1–5 mW sono di classe 3A (IIIa). Quelli di classe 3B (IIIb) generano una potenza compresa fra i 5 e i 500 mW, mentre quelli di classe 4 (IV) oltre i 500 mW.

## Applicazioni
I laser più precisamente servono per puntare, bruciare, tagliare.
Perché possa bruciare o tagliare serve una potenza ragionevole e i laser che lo possono fare sono di classe IIIb che va da 1mw a 500mw e la classe IV che va da 500mw in su.

## Pericolosità
I laser possono essere più o meno pericolosi in base alla potenza in Watt utilizzata. Essi vengono classificati in classi: 
Classe 1 - per la luce visibile potenza tra 0 e 0,39 milliwatt. Altrimenti il laser può essere di qualsiasi potenza, a patto che si trovi all'interno di macchinari (come lettori DVD, CD ecc.) ed esso non sia accessibile quando in funzionamento. È completamente sicuro.
Classe 2 - potenza <1 milliwatt, utilizzato in semplici puntatori. È leggermente dannoso se l'esposizione alla luce diretta è maggiore di 0,25 secondi, causando abbagliamento momentaneo.
Classe 3R - potenza tra 1 e 4,99 milliwatt. Riflessioni speculari e contatto diretto alla luce causerà danno oculare indipendentemente al tempo di esposizione. Tipicamente questo tipo di laser è usato per ausilio di puntamento. Di solito la lunghezza d'onda utilizzata è dai 700 nm ai 620 nm.
Classe 3B - potenza tra 5 e 499,99 milliwatt. Questo tipo di laser causerà danni oculari severi se attraverso riflessioni speculari o contatto diretto. È in grado di riscaldare pelle, tessuti e i materiali posti nel punto focale. Il laser, se puntato contro un foglio di carta o un muro, causerà un piccolo e luminoso punto. È consigliato evitare di guardarlo per molti secondi a distanza ravvicinata.
Classe 4R - potenza >500 milliwatt. Questo tipo di laser è pericoloso, in quanto una singola riflessione speculare, contatto diretto o fissata al punto luminoso su una superficie diffusiva causerà danni severi, con conseguenti lesioni alla retina e gravi ustioni se puntato contro pelle. È in grado di riscaldare immediatamente qualsiasi oggetto posto nel suo punto focale. 

## Regolamentazione

### Italia
In Italia l'uso dei puntatori laser è disciplinato dal D.Lgs. 26 ottobre 2010 n. 204 (che reca modifiche la legge 110/1975 sul controllo delle armi) art. 1 comma 2, il quale vieta di portare fuori dalla propria abitazione tutti i puntatori di classe pari o superiore a 3B (quindi con potenza superiore a 5 mW), con riferimento alle specifiche CEI EN 60825-1, EN 60825-1/A11 e EN 60825-4.